# Tadeusz Salwa
Tadeusz Salwa (ur. 11 grudnia 1943 w Bogoniowicach, zm. 12 czerwca 2014) – polski samorządowiec, były prezydent Krakowa.

## Życiorys
Zatrudniony w Krakowskim Przedsiębiorstwie Instalacji Budownictwa od 1958 przeszedł wszystkie szczeble pracy zawodowej od pracownika fizycznego do kierownika działu. W Krakowie ukończył Szkołę Rzemiosł Budowlanych, Technikum Budowlane oraz studia prawnicze na Wydziale Prawa i Administracji UJ. Członek PZPR od 1963.
W latach 1973–1978 był zastępcą, a następnie naczelnikiem dzielnicy Kraków-Krowodrza. W 1980 objął urząd wiceprezydenta Krakowa i przewodniczącego Wojewódzkiej Komisji Planowania. 9 grudnia 1982 został prezydentem Krakowa i wojewodą krakowskim.
Za jego kadencji udało się w mieście zrealizować następujące inwestycje:
- W 1983 otwarto Nowohuckie Centrum Kultury.
- Od 1 grudnia 1984 wprowadzono stały monitoring skażeń środowiska w Krakowie.
- W 1985 przyjęto szczegółowy plan zagospodarowania przestrzennego Starego Miasta. Przed gmach magistratu powrócił pomnik prezydenta Mikołaja Zyblikiewicza.
- W 1986 uruchomiono zbiornik „Kościuszko” i zakład Uzdatniania Wody „Raba II” z magistralą wodociągową; rozpoczęto pobór wody z Dobczyc (zaniechano tym samym poboru wody z Wisły). Przy ulicy Daszyńskiego odsłonięto Pomnik Czynu Zbrojnego Proletariatu Krakowa autorstwa Antoniego Hajdeckiego.
- W 1988 zatwierdzony został plan zagospodarowania przestrzennego Krakowa (tzw. plan Ziobrowskiego).
- Stopniowo rozpoczęto ograniczanie ruchu samochodowego w ścisłym centrum Krakowa.
- W 1989 otwarto Wojewódzki Szpital Specjalistyczny im. Ludwika Rydygiera w Krakowie oraz wybudowano nowy gmach Kliniki Kardiochirurgii Akademii Medycznej.
- Wybudowano osiedle Kurdwanów Nowy oraz rozpoczęto budowę osiedli Ruczaj-Zaborze, Oświecenia, Centrum E, Rżąka.
- Zmodernizowano Aleje Trzech Wieszczów.

Na stanowisku prezydenta Krakowa Salwa pozostał do 13 stycznia 1990.
Po czteroletnim okresie odpoczynku powrócił w rodzinne strony, obejmując w 1994 stanowisko wójta gminy Ciężkowice. W 1998 podniósł wieś do rangi miasta. Od 2000 był działaczem SLD, pełnił między innymi funkcję wiceprzewodniczącego Zarządu Ziemskiego Powiatu Tarnowskiego. W 2001 bez powodzenia kandydował do Senatu.

## Odznaczenia[2]
- Krzyż Kawalerski Orderu Odrodzenia Polski
- Srebrny Krzyż Zasługi
- Medal 30-lecia Polski Ludowej
- Medal 40-lecia Polski Ludowej
- Medal Komisji Edukacji Narodowej
- Złote Odznaczenie im. Janka Krasickiego
- Srebrne Odznaczenie im. Janka Krasickiego
- Brązowe Odznaczenie im. Janka Krasickiego
- Odznaka "Za zasługi dla Ziemi Krakowskiej"